# Eulalia personata
Eulalia personata är en ringmaskart som beskrevs av Gravier 1907. Eulalia personata ingår i släktet Eulalia och familjen Phyllodocidae. Inga underarter finns listade i Catalogue of Life.